# Odontogammarus bekmanae
Odontogammarus bekmanae is een vlokreeftensoort uit de familie van de Eulimnogammaridae. De wetenschappelijke naam van de soort is voor het eerst geldig gepubliceerd in 1999 door Tachteew.